# LZ 127 «Граф Цепелін»

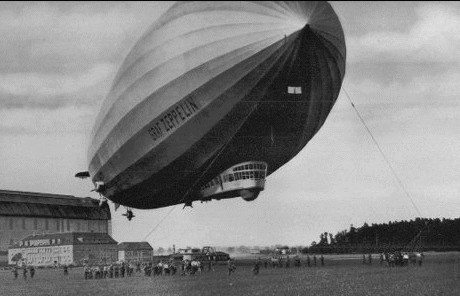
LZ 127 «Граф Цепелін»

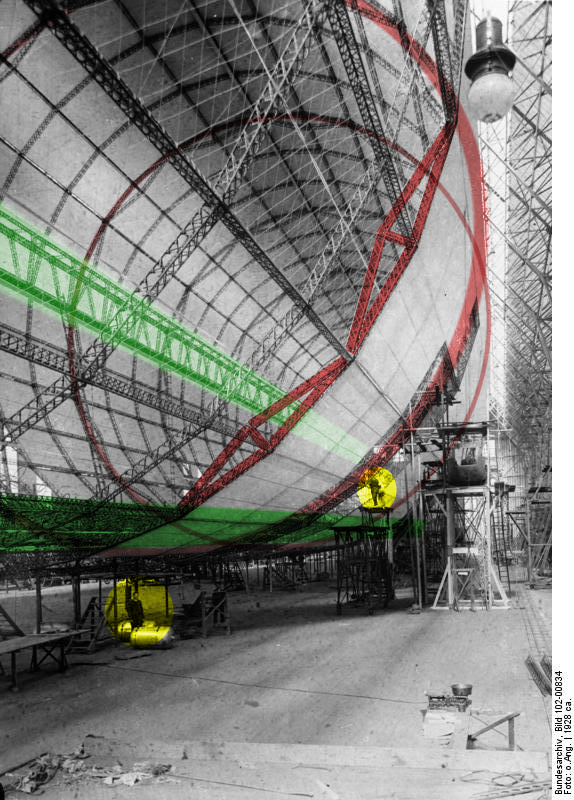
LZ 127 «Граф Цепелін» на верфі

Пасажирський цепелін LZ 127 «Граф Цепелін» (нім. Graf Zeppelin, Deutsches Luftschiff Zeppelin 127) — найбільший і найбільш передовий дирижабль свого часу.

## Історія
Був побудований у Німеччині у 1928 році. Свою назву отримав на честь німецького піонера дирижаблів жорсткої системи графа Цепеліна. LZ 127 мав найщасливішу долю з усіх побудованих за всю історію повітроплавання півтораста жорстких дирижаблів. За дев'ять років експлуатації «Граф Цепелін» провів у повітрі близько 17 200 годин, виконав 590 польотів в різні країни світу, подолав майже 1,7 млн км, перевіз 13 110 пасажирів і близько 70 т вантажів і пошти, при цьому 143 рази перетнув Атлантичний океан і 1 раз - Тихий.
Після катастрофи дирижабля «Гінденбург» регулярні польоти LZ 127 були припинені. Незабаром «Граф Цепелін» був перетворений на музей. Кінець німецького дирижаблебудування припав на початок Другої світової війни, коли навесні 1940 року за наказом німецького командування LZ 127 «Граф Цепелін», а також однойменний LZ 130 «Граф Цепелін» (побудований в 1938 році на основі LZ 129 і званий часто ім'ям «Граф Цепелін II») були розібрані, а їх частини використані у військовій промисловості.

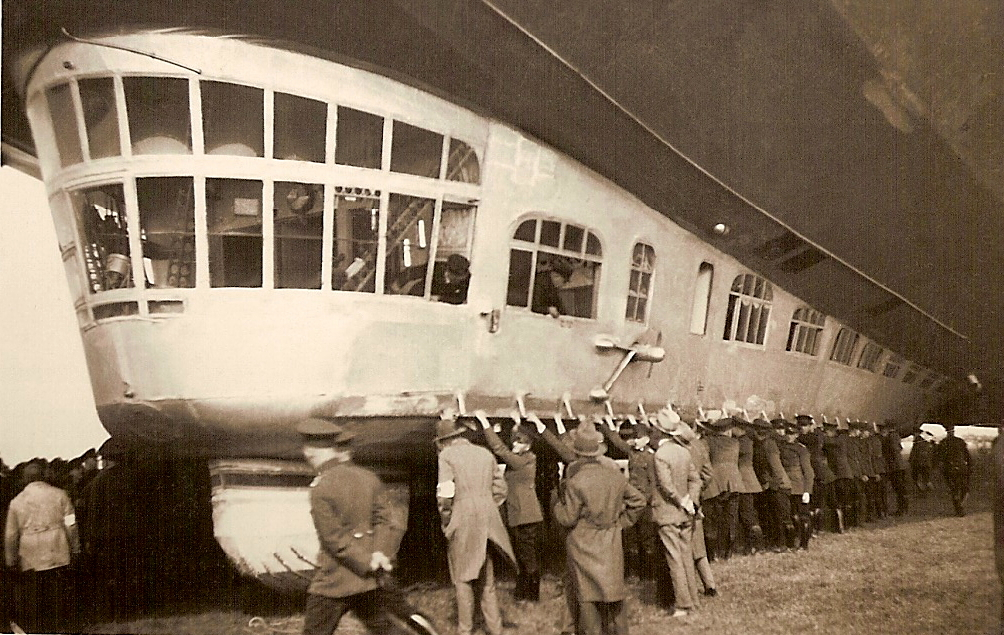
Гондола LZ 127

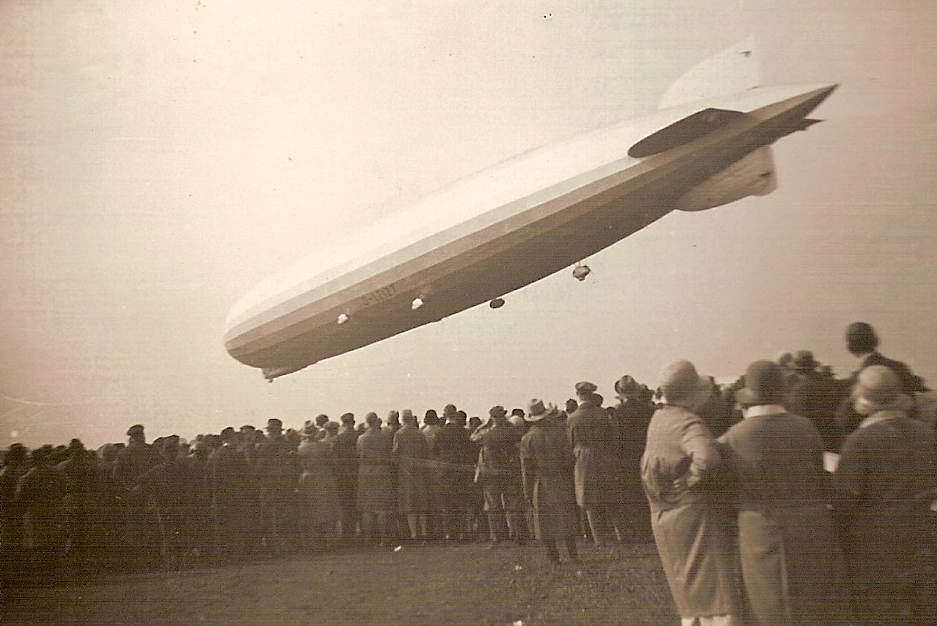
Люди спостерігають за приземленням Zeppelin LZ 127, 1930

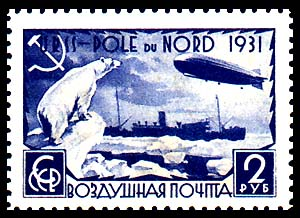
Зустріч криголама "Малигін" з дирижаблем ЛЦ-127 "Граф Цепелін" у бухті Тихій для обміну поштою. Поштова марка СРСР, 1931

## Конструкція
Довжина дирижабля становила 236,6 м, максимальний діаметр - 30,5 м, об'єм - 105 000 м³, несучий газ - водень, розміщувався в 17 відсіках. Силова установка складалася з 5 моторів «Майбах» VL II потужністю 530 к.с. кожен.
Однією з принципових відмінностей LZ 127 від інших цепелінів було використання для роботи двигунів поряд з рідким газоподібного пального (Блау-газу), щільність якого була близька до щільності повітря, а теплотворна здатність значно вище, ніж у бензину. Це дозволяло істотно збільшити дальність польоту і рятувало від необхідності зменшувати підйомну силу дирижабля в міру вироблення палива (здійснювалося шляхом випуску частини несучого газу, що створювало ряд економічних і пілотажних незручностей); крім того, застосування Блау-газу вело до меншого, ніж у випадку встановлення численних важких баків з бензином, навантаження на каркас. Блау-газ знаходився в 12 відсіках у нижній третині каркаса дирижабля, об'єм яких міг бути доведений до 30 000 м³ (для водню в такому випадку залишалося 105000 м³ - 30000 м³ = 75 000 м³). Бензин брався на борт як додаткове паливо.
Корисне навантаження дирижабля становило близько 25 т (при заповненні воднем мішків, призначених для Блау-газу - близько 55 т), максимальна швидкість - 128 км/год, крейсерська - близько 115 км/год. Дальність польоту - понад 10 000 км. Екіпаж налічував 40-45 чоловік.